# Richwood (Virginia Occidental)
Richwood es una ciudad ubicada en el condado de Nicholas en el estado estadounidense de Virginia Occidental. En el Censo de 2010 tenía una población de 2051 habitantes y una densidad poblacional de 474,47 personas por km².

## Geografía
Richwood se encuentra ubicada en las coordenadas 38°13′21″N 80°32′17″O / 38.22250, -80.53806. Según la Oficina del Censo de los Estados Unidos, Richwood tiene una superficie total de 4.32 km², de la cual 4.17 km² corresponden a tierra firme y (3.54%) 0.15 km² es agua.

## Demografía
Según el censo de 2010, había 2051 personas residiendo en Richwood. La densidad de población era de 474,47 hab./km². De los 2051 habitantes, Richwood estaba compuesto por el 97.12% blancos, el 0.24% eran afroamericanos, el 0.39% eran amerindios, el 0% eran asiáticos, el 0% eran isleños del Pacífico, el 0% eran de otras razas y el 2.24% pertenecían a dos o más razas. Del total de la población el 0.68% eran hispanos o latinos de cualquier raza.